# 潜竜ヶ滝駅
潜竜ヶ滝駅（せんりゅうがたきえき）は、長崎県佐世保市江迎町田ノ元にある松浦鉄道西九州線の駅である。
国鉄・JR九州松浦線時代は「潜竜駅（せんりゅう）」を名乗っていたが、第三セクター転換時に現駅名へ改称された。

## 歴史
- 1939年（昭和14年）1月25日：鉄道省伊万里線（後に松浦線）の潜竜駅（せんりゅうえき）として開設[1]。当時の駅は現在地よりやや西側（いのつき駅側）にあった。
- 1949年（昭和24年）5月22日：炭鉱に昭和天皇の戦後巡幸があり、お召し列車が発着[2]。
- 1962年（昭和37年）7月9日：付近の炭鉱のボタ山が集中豪雨により崩壊。構内が土砂で埋まる。
- 1968年（昭和43年）2月1日：貨物取扱廃止[1]。
- 1970年（昭和45年）10月1日：荷物扱い廃止[3]。無人化[4]。
- 1987年（昭和62年）4月1日：国鉄分割民営化に伴い、JR九州松浦線の駅となる[1]。
- 1988年（昭和63年）4月1日：第三セクター松浦鉄道への転換に伴い、同社西九州線の駅となる[1][5]。この際潜竜ヶ滝駅（せんりゅうがたきえき）に改称[1][5]。

## 駅構造

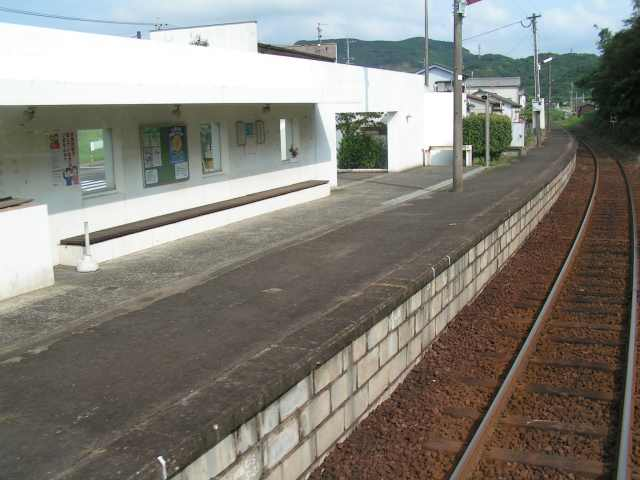
ホーム（2006年8月）

単式ホーム1面1線を有する地上駅であり、無人駅となっている。なお、転換後の1996年（平成8年）に改築されたコンクリート製簡易駅舎の設計は團紀彦（建築家）が務めた。

## 利用状況
1日平均乗降人員は73人である（2019年度）

## 駅周辺
- 江迎地区文化会館 - 現駅舎と同一設計元による建築（1995年竣工）。
- 猪調郵便局
- 潜竜団地
- 潜竜徳田循環器科内科整形外科病院
- 潜竜聖母幼稚園
- 潜竜ヶ滝[6]（平戸八景）
- 国道204号
- 福井川橋梁
- ニッチツ江迎工場（日窒鉱業江迎炭鉱跡などに開設された）
- 住友潜竜炭鉱の記念碑[7]
- 福岡捕虜収容所第24分所（江迎分所[8][注釈 1]）跡[9][10] - 岩下地区公民館駐車場の一角に設置されている。
- Google Maps – 福岡俘虜収容所第24分所の跡　長崎県佐世保市江迎町 岩下地区公民館 駐車場にある慰霊プレート（空調機、標識のところ） (Map). Cartography by Google, Inc. Google, Inc. 2023年3月6日閲覧。

## その他
- 1946年（昭和21年）当時、駅舎に貼られていた時刻表が、同線たびら平戸口駅の鉄道資料館に展示されている。
- 清水康史 『長崎のトリセツ』 昭文社 2021年5月 「松浦鉄道には3つの日本一がある!?」の中で、「潜竜ヶ滝駅」の下には駅が埋まっている!? として紹介されている。

## 隣の駅
松浦鉄道
■西九州線
いのつき駅 - 潜竜ヶ滝駅 - 吉井駅